# 꼬마노랑박쥐
꼬마노랑박쥐(Rhogeessa mira)는 애기박쥐과에 속하는 박쥐의 일종이다. 멕시코에서만 발견된다.

## 특징
작은 박쥐로 전체 몸길이가 64~70mm이고 전완장이 25.1~27.1mm, 꼬리 길이가 27~32mm이다. 발 길이는 5~6mm, 귀 길이는 11~13mm이다. 털이 길다. 등 쪽은 누르스름한 갈색이고 배 쪽은 갈색빛 노랑이다. 주둥이는 넓다.

## 생태
먹이는 곤충이다.

## 분포 및 서식지
멕시코 미초아칸주 남부 지역 발사강 분지에서만 알려져 있다. 해발 125m와 200m 사이의 가시 덤불 지역과 건조 또는 준건조 지역에서 서식한다.